# Jacek Duda
Jacek Duda, né le 3 juillet 1963, à Varsovie, en Pologne, est un ancien joueur de basket-ball polonais. Il évolue au poste de pivot.

## Palmarès
- Coupe d'Allemagne 1989